# عبدالله باه (بازیکن فوتبال، زاده ۱۹۷۵)
عبدالله باه (انگلیسی: Abdallah Bah؛ زادهٔ ۳۰ نوامبر ۱۹۷۵) بازیکن فوتبال اهل گینه بود.
از باشگاه‌هایی که در آن بازی کرده است می‌توان به باشگاه فوتبال لیتون اورینت، باشگاه فوتبال نیس، و باشگاه فوتبال دی‌سی یونایتد اشاره کرد.
وی همچنین در تیم ملی فوتبال گینه بازی کرده است.